# Кастелето Уцоне
Кастелето Уцоне (итал. Castelletto Uzzone) је насеље у Италији у округу Кунео, региону Пијемонт.
Према процени из 2011. у насељу је живело 153 становника. Насеље се налази на надморској висини од 394 м.

## Становништво
| 1936. | 1951. | 1961. | 1971. | 1981. | 1991. | 2001. | 2011. |
| ----- | ----- | ----- | ----- | ----- | ----- | ----- | ----- |
| 949   | 810   | 568   | 471   | 421   | 395   | 375   | 365   |